# Liebermannita
La liebermannita és un mineral de la classe dels silicats. Rep el nom en honor al físic Robert Liebermann (6 de febrer de 1942-) per les seves nombroses contribucions a l'estudi de les fases dels minerals a temperatures i pressions elevades.

## Característiques
La liebermannita és un tectosilicat de fórmula química KAlSi₃O₈. Va ser aprovada com a espècie vàlida per l'Associació Mineralògica Internacional el 2013, sent publicada l'any 2015 i ampliat l'estudi un parell d'anys més tard. Cristal·litza en el sistema tetragonal. És l'anàleg de potassi de la lingunita.
L'exemplar que va servir per a determinar l'espècie, el que es coneix com a material tipus, es troba conservat a les col·leccions mineralògiques del Museu Nacional d'Història Natural, l'Smithsonian, situat a Washington DC (Estats Units), amb el número de registre: 7619.

## Formació i jaciments
Va ser descoberta al meteorit marcià Zagami, caigut a la localitat de Faskari (Katsina, Nigèria) en el mes d'octubre de l'any 1962. També ha estat descrita a un altre meteorit marcià: el Northwest Africa 480 (NWA 480).